# 조란 우루모브
조란 우루모브(Зоран Урумов, Zoran Urumov, 1977년 8월 30일 ~ )는 세르비아 베오그라드 출신의 축구 선수이다. 그는 1999년부터 2003년 7월까지 K리그의 부산 아이콘스, 2003년 7월부터 2004년까지 수원 삼성 블루윙즈에서 활약하였으며 K리그에서 활동할 당시에는 우르모브라는 이름으로 활약하였다.2004년 바르셀로나와의 친선경기서 프리킥골을 넣었다. 현재는 은퇴했다.